# Balaam

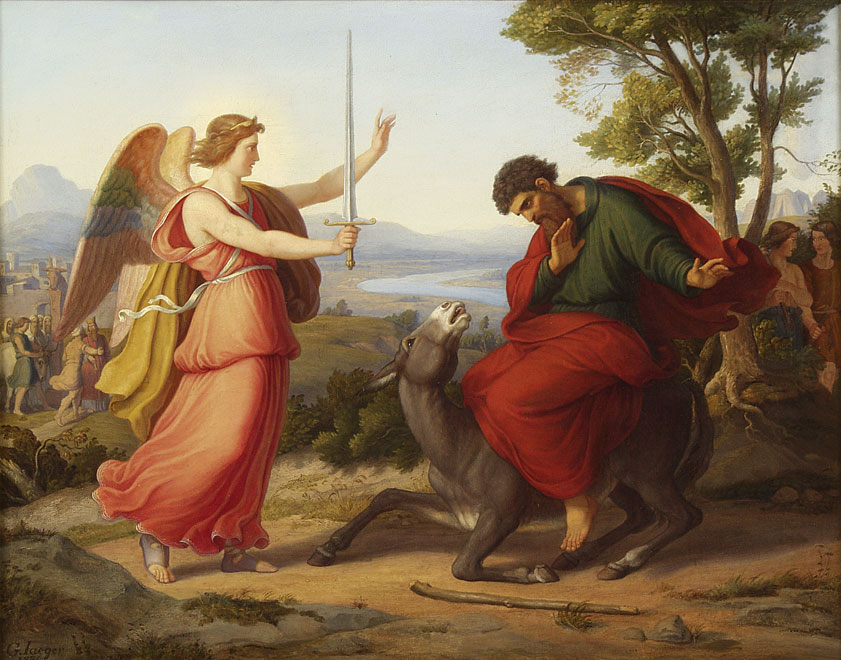
Balaam y el ángel (1836), obra de Gustav Jaeger.

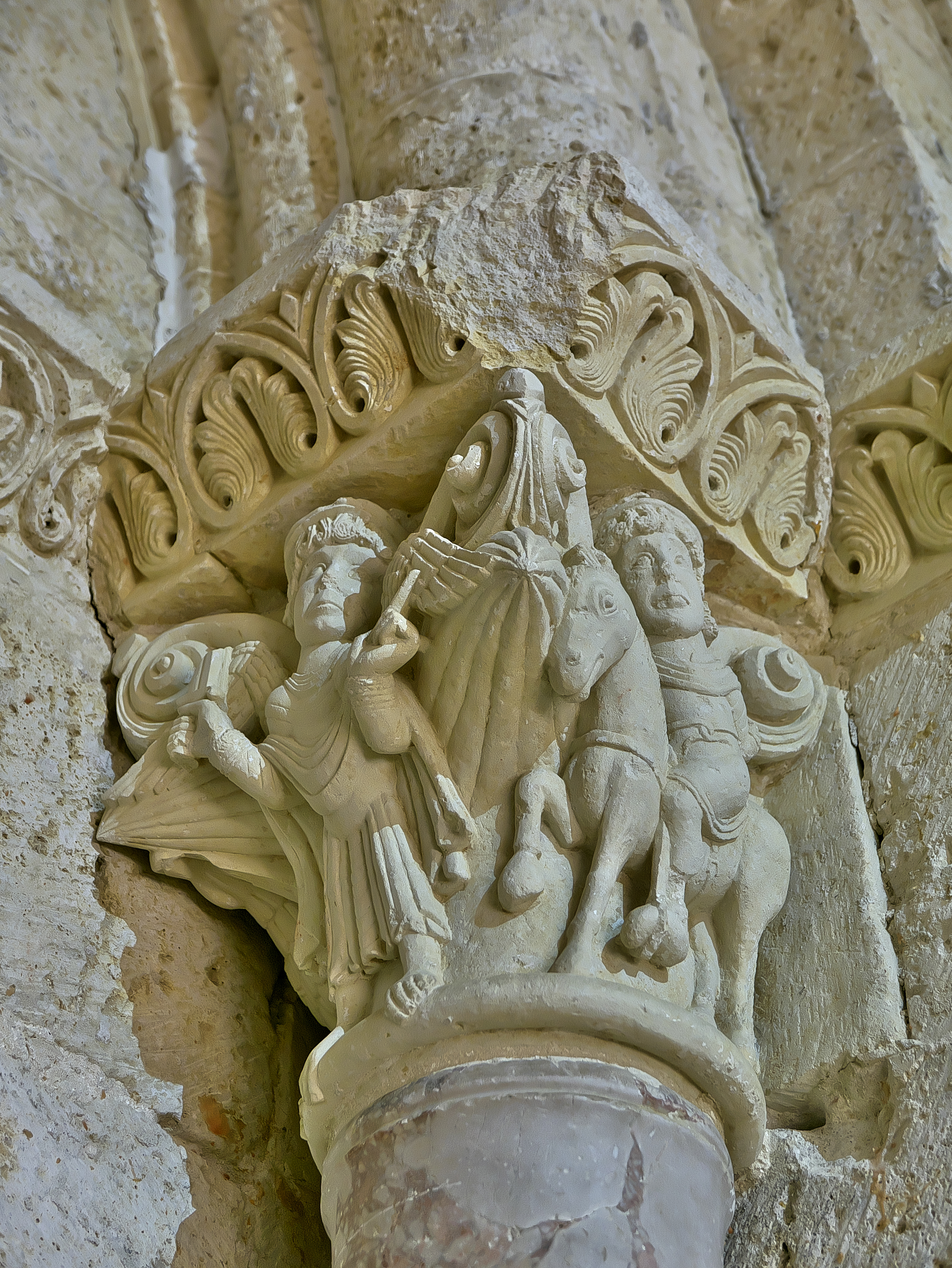
Capitel en el Monasterio de San Zoilo

Balaam o Balaán (en hebreo: בִּלְעָם‎) es el nombre de un personaje bíblico, profeta del territorio de Moab, en la actual Jordania. La Biblia lo referencia como hijo de Beor. Es considerado por el judaísmo y noajismo, como uno de los siete profetas que Dios envió a las naciones del mundo.

## Narrativa bíblica

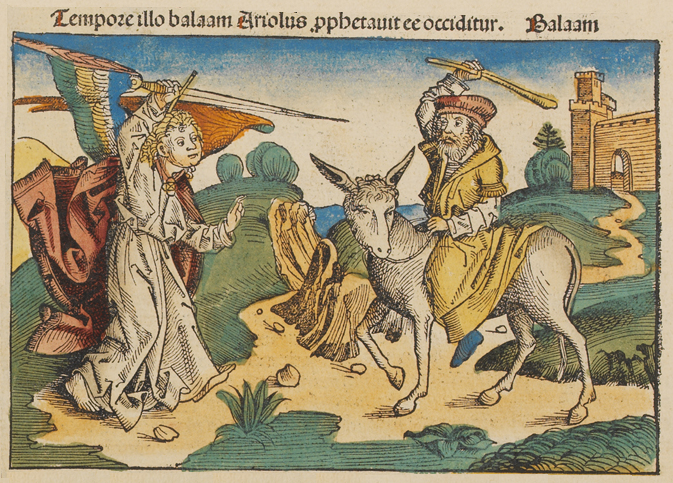
Balaam, el Ángel y el Asno; Xilografía de la Crónica de Nuremberg.

La historia de Balaam aparece en el Libro de Números. Luego de que el pueblo israelita saliera de Egipto y entrara en la Tierra Prometida, Balaam fue consultado por el rey de Moab, Balac, pues estaba temeroso de que su suerte fuera la misma que la de los otros reyes, Og rey de Basán y Sehón rey de los amorreos, quienes murieron en manos de los de Israel. De acuerdo al relato Bíblico, el rey de Moab solicita a Balaam para que maldiga Israel por pedido de Balac a cambio de dádivas (Números 22:5-7); este consulta a Dios el cual le niega tal permiso (Números 22:12). Balac vuelve a enviar más príncipes con ofertas de mayores dádivas, a lo que Balaam responde que primero debe saber qué "me vuelve a decir Yahvéh", a lo que Dios esta vez le autoriza a ir, especificándole que Balaam hará lo que Él le diga.

20 Y vino Dios a Balaam de noche, y le dijo: Si vinieron para llamarte estos hombres, levántate y vete con ellos; pero harás lo que yo te diga.

21 Así Balaam se levantó por la mañana, y enalbardó su asna y fue con los príncipes de Moab.

22 Y la ira de Dios se encendió porque él iba; y el ángel de Yahvé se puso en el camino por adversario suyo. Iba, pues, él montado sobre su asna, y con él dos criados suyos.
Números 22:20-22

Así Balaam va, pero camino a ejecutar su maldición, la burra de Balaam puede advertir al ángel invisible y deteniéndose evita que el jinete sea muerto por su espada desenvainada. Balaam molesto con la burra la golpea y esta comienza a hablar interrogándolo en su idioma la razón de los golpes. Entra en una discusión con Balaam quien no parece darse cuenta de que habla con su asna. Finalmente se hace visible el ángel. Balaam ofrece volverse si le parece mal, pero el ángel le vuelve a autorizar con la condición de bendecir a Israel. Sus palabras son favorables a los israelitas en tres ocasiones y esto provoca la ira de Balac. En una de sus profecías simboliza el advenimiento de un Mesías con una estrella que saldrá de Jacob. A pesar de las bendiciones de Balaam, los israelitas lo mataron en la guerra contra Madian (Números 31:8). 
En el arte paleocristiano, una de las interpretaciones del fresco de las Catacumbas de Priscila donde aparece la Virgen con el Niño en su regazo y una figura humana bien vestida que apunta a una estrella, es que se trate del profeta Balaam tomando en cuenta el texto que habla de la estrella que saldrá de la estirpe de Jacob (cf. Nm 24, 17). 
Este personaje bíblico ha adquirido cierta fama dado que por obra divina, a él le habló su burra, cuando la castigó injustamente tres veces. (Números cap. 22, ver. 28-30)

## Arqueología
En el año 1967, en Deir Alla, Jordania, un grupo de arqueólogos encontraron una inscripción con una historia que relata visiones del vidente de los dioses Bala'am, hijo de Be'or, que probablemente sea el mismo Bala'am mencionado en Números 22-24 y en otros pasajes de la Biblia. Una reconstrucción de dicha inscripción lee así:

1. [Esta es la inscrip]ción de [Bala]am [hijo de Be]or. Era un vidente divino, y los dioses acudían a él por la noche. [Y hablaron con]
2. él según la visión de El, y le dijeron a [Bala]am, hijo de Beor: "Esto hará el [...] en el futuro, ningún hombre ha [visto lo que tú has oí]do."
3. Y Balaam se levantó al día siguiente, [...] días [...] y en el día [...] y verdaderamente
4. lloró! Y su gente vino a él, [y le dijeron] a Balaam, hijo de Beor: "¿Por qué ayunas? ¿Por qué lloras?" Y él di-
5. -jo a ellos: "Siéntense, y les mostraré lo que el Sha[ddayin ha hecho,] y vayan, ¡he aquí el funcionamiento del Elo[h]im ! Los Elo[h]in han unido fuerzas,
6. y el Shaddayin ha establecido un consejo, y le han dicho a Sha[gar-we-Ishtar]: "Cose y cubre los cielos con nubes densas, para que la oscuridad, y no el brillo, sea la-
7. -re, ocultación, y no erizado (¿luz?), para que puedas infundir pavor. [...] oscuridad, y no vuelvas a alzar la voz!" Porque la grúa veloz chillará in
8. -ulto al águila, y la voz de los buitres resonará [...] ¡Angustia y apuro! Los polluelos de la garza, el gorrión y el racimo de águilas,
9. palomas y pájaros de [...] y una [...] vara, donde haya ovejas, se traerá el personal. Liebres - alimentación
10. ¡juntos! Libre[mente] bebida, asnos y hienas! Escuchen la amonestación, adversarios de Sha-
11. [-gar-we-Ishtar! ...] A los adivinos seréis llevados, y un oráculo, un perfumista de mirra y una sacerdotisa,
12. [...] a uno que lleva cinturón. Un augurador tras otro, ¡y aún otro más! U[no]
13. [prever ...] y pretad atención a los encantamientos de lejos!
14. [...] Y todos contemplaron actos de restricción. Shagar-we-Ishtar no
15. [...] El cochinillo [...] el leopardo, el [...] hizo que las crías del [...] huyeran. [...] dos rodeados, y [...] contemplados [...]

Aunque Bala'am evidentemente escuchó de Yahweh en el relato bíblico, Bala'am está asociado en esta inscripción con Ashtar (una diosa moabita), un dios llamado Shgr, y dioses y diosas Shadday. De acuerdo al The Oxford Handbook of Biblical Studies, la inscripción se trata de "el ejemplo más antiguo de un libro en un idioma semítico occidental escrito con el alfabeto, y la pieza más antigua de la literatura aramea". Está datada alrededor del 840–760 a. C.; fue pintado con tintas rojas y negras, aparentemente para enfatizar el texto, sobre fragmentos de una pared enlucida: se recuperaron 119 piezas de yeso entintado.